# John Justin

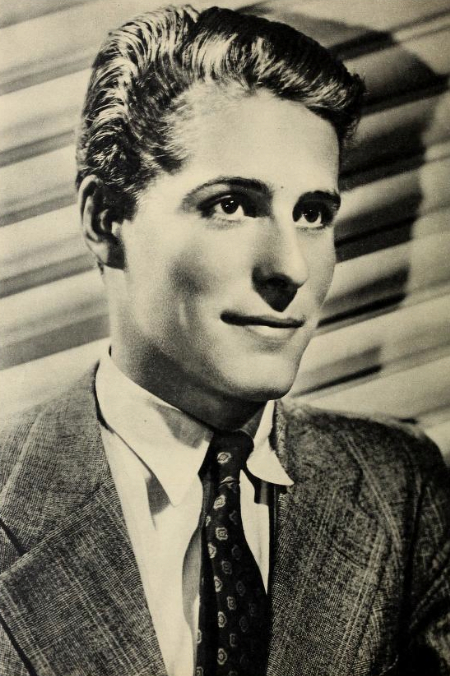
John Justin (1940)

John Justin (* 23. November 1917 in London, Vereinigtes Königreich, als John Justinian de Ledesma; † 29. November 2002 ebenda) war ein britischer Schauspieler bei Bühne, Film und Fernsehen.

## Leben
Der in London geborene Sohn eines argentinischen Großgrundbesitzers verbrachte seine Jugend auf der Estancia seines Vaters, ehe er nach England zurückkehrte. Justin stand bereits im Jahre 1933 in Plymouth erstmals auf den Theaterbrettern. Vier Jahre darauf schloss er sich John Gielguds Repertoiretheatertruppe an. Nahezu zeitgleich holte ihn Englands mächtigster Filmproduzent, Alexander Korda, vor die Kamera. Schlagartig bekannt wurde der attraktive Londoner 1940 mit dem zentralen Part des Ahmad in Kordas aufwendiger, prestigeträchtiger, kostspieliger und farbenfroher Filmphantasie aus 1001 Nacht Der Dieb von Bagdad. Der Zweite Weltkrieg, den Justin überwiegend als Testpilot und Ausbilder in der Uniform eines Royal-Air-Force-Piloten verbrachte, verhinderte zunächst die Fortführung seiner Filmkarriere.
Nach 1945 konnte John Justin trotz intensiver Filmpräsenz und Hauptrollen diesseits und jenseits des Atlantiks in Hollywood seinen mit Der Dieb von Bagdad erlangten Starruhm nicht ausbauen. Stattdessen konzentrierte sich Justin erneut auf die Theaterarbeit und war ab 1959 Ensemblemitglied des Old Vic Theatre. 1960 gab er seinen Einstand am Broadway in New York City. Später, in den 1970er Jahren, sah man ihn mit Film-Nebenrollen vor allem in Inszenierungen Ken Russells. In der Zwischenzeit hatte das Fernsehen immer mehr an Bedeutung in seiner Karriere gewonnen. Als Bühneninterpret sah man John Justin etwa als Willy Loman in Arthur Millers Tod eines Handlungsreisenden sowie in William Shakespeares Wie es euch gefällt, in Agatha Christies Die Mausefalle und in Frank Wedekinds Lulu.
John Justin war dreimal verheiratet, darunter mit der Tänzerin Pola Nirenska und der Schauspielerin Barbara Murray. Er starb 2002 im Alter von 85 Jahren.

## Filmografie (Auswahl)
- 1937: Dunkle Geschäfte (Dark Journey)
- 1940: Der Dieb von Bagdad (The Thief of Bagdad)
- 1942: The Gentle Sex
- 1945: Journey Together
- 1947: Call of the Blood
- 1949: The Angel With the Trumpet
- 1950: The World of Light (Fernsehfilm)
- 1952: Der unbekannte Feind (The Sound Barrier)
- 1952: Hot Ice
- 1953: Sie fanden eine Heimat (Unser Dorf)
- 1953: Wiedersehen in Monte Carlo (Melba)
- 1953: Der Hauptmann von Peshawar (King of the Khyber Rifles)
- 1954: Seagulls Over Sorrento
- 1954: Der Fall Teckman (The Teckman Mystery)
- 1954: Der Mann, der Rothaarige liebte (The Man Who Loved Redheads)
- 1955: Die Unbezähmbaren (Untamed)
- 1955: Der König der Safari (Safari)
- 1956: Geheimer Krieg (Guilty?)
- 1956: Heiße Erde (Island in the Sun)
- 1959: The Widow of Bath (Fernsehserie)
- 1960: Das Spinngewebe (The Spider’s Web)
- 1961: Les hommes veulent vivre
- 1962: Candidate for Murder
- 1962: Le salamandre d’or
- 1972: Savage Messiah
- 1973: Die Haie von Barcelona (La redada)
- 1975: Lisztomania
- 1977: Valentino
- 1977: Tote schlafen besser (The Big Sleep)
- 1979: Schalcken the Panier (Fernsehfilm)
- 1979: Die Onedin-Linie (The Onedin Line; Fernsehserie, 1 Folge)
- 1980: Very Like a Whale (Fernsehfilm)
- 1981: Timon of Athens (Fernsehfilm)
- 1982: Trenchcoat
- 1983: Good at Art (Fernsehfilm)